# Бизнес интелиджънс
Бизнес интелиджънс (БИ, известно още и като „бизнес разузнаване“ – БР) (на английски: Business Intelligence, BI) е „група техники и методи за придобиване и преобразуване на сурови данни в смислена и полезна информация с цел бизнес анализ“. Терминът откриване на данни (data surfacing, англ.) често се асоциира с функционалността на БИ. БИ технологиите могат да работят с големи количества неструктурирани данни и да помогнат с идентифицирането, развиването и създаването на нови стратегически бизнес възможности.
Целта на БИ е да позволи лесното обработване на тези големи количества информация. Идентифицирането на нови възможности и използването на ефективна стратегия, базирана на знания, може да даде на бизнеса предимство в конкурентния пазар и дългосрочна стабилност.
БИ технологиите дават исторически, съвременен и прогнозен поглед върху бизнес операциите. Разпространени функции на БИ технологиите са докладване, онлайн аналитична обработка, анализ, извличане на знания от данни и процеси, обработка на сложни събития (complex event processing, англ.), управление на представянето на бизнеса, сравнителен анализ, извличане на знания от текст (text mining, англ.), предвиждащ анализ (predictive analytics, англ.) и предписващ анализ (prescriptive analytics, англ.).
БИ може да се използва за поддръжка на широк спектър от бизнес решения, вариращи от оперативни до стратегически. Основните оперативни решения включват продуктово позициониране и оценяване. Стратегическите бизнес решения включват приоритети, цели и посоки на най-общо ниво. При всички случаи БИ е най-ефективна, когато комбинира данни, получени от пазара, в който една компания оперира (външни данни) с данни от източници на компанията, вътрешни за бизнеса, като финансови и операционни данни (вътрешни данни).
Когато заедно се комбинират и анализират външните и вътрешните данни може да се получи една по-пълна картина, която на практика е създадена чрез методите на разузнаването, нещо което не може да се получи от която и да е самостоятелна база данни. Сред безбройните приложения, БИ инструментите дават на организациите способността да получат познания за нови пазари, да преценят търсенето и доколко са подходящи дадени продукти и услуги за различни сегменти от пазара, и да измерят влиянието на усилията в маркетинга.

## Компоненти
Бизнес интелиджънс е съставена от увеличаващ се брой компоненти, включително:
- Многомерно събиране и позициониране
- Денормализация, отбелязване и стандартизация.
- Докладване в реално време с аналитичен сигнал
- Метод от интерфейсинг (interfacing, англ.) с неструктурирани източници на информация
- Утвърждаване на групи, съставяне на бюджет и динамично прогнозиране (rolling forecast, англ.)
- Тълкуване на статистики (statistical inference, англ.) и симулация на възможностите
- Оптимизация на ключовите индикатори за представянето
- Контрол на версията и управление на процеса
- Управление на трансакциите (open item management, англ.)

## История
Терминът „бизнес интелиджънс“ за пръв път е използван от Ричард Милър Девънс в „Енциклопедия на анекдотите в търговията и бизнеса“ през 1865 г. Девънс използва термина, за да опише как банкерът Сър Хенри Фърнес регистрира печалба, като получава и действа според информация за средата си, преди своите конкуренти. „През Холандия, Фландрия, Франция и Германия, той поддържаше една завършена и идеална пътека от бизнес интелиджънс. Новините за многото водени битки се получаваха първо от него и падането на Намур допринесе за неговите печалби, благодарение на по-ранното му научаване на новината.“
(Девънс, (1865), стр. 210).
Способността за организация и подобаваща реакция, базирана на придобита информация, способност в която Фърнес се отличава, днес все още е в основата на БИ.
В статия от 1958 година изследователят от IBM Ханс Петер Лун използва терминът бизнес интелиджънс. Той употребява интелиджънс според дефиницията от речника Webster:
„Способността да се разбират взаимовръзките между изложени факти по такъв начин, че да се насочат усилия в посока на желана цел.“
За бизнес интелиджънс както се разбира в днешно време се смята, че се е развила от системите за подпомагане на решенията (СПР), които се появяват през 60-те години на XX век и се развиват през средата на 1980-те. СПР произлиза от компютърните модели, създадени да помагат при вземането на решения и планирането. От СПР, в края на 1980-те на полезрението изникват склад за данни, управленски информационни системи, анализи в реално време и бизнес интелиджънс. През 1988 италиано-холандско-френско-английски консорциум организира международна среща относно многомерния анализ на данни в Рим.
Крайната цел е да се намалят многобройните измерения до едно или две (като се засекат шаблони в данните), които да могат след това да се изложат пред хора, вземащи решения.
През 1989, Хауърд Дреснър (по-късно анализатор в Gartner Group) предлага „бизнес интелиджънс“ като термин чадър, който да опише „концепции и методи за подобрение на вземането на решения в бизнеса чрез използване на подпомагащи системи, базирани на факти.
Чак в края на 90-те години на XX век този термин става широко разпространен.

## Складиране на данни
Често БИ приложенията използват данни, събирани от складове за данни (СД) или модул от данни (data mart, англ.) и концепциите на БИ и СД понякога се комбинират като « БИ/СД», или като „БИСД“. Един склад за данни съдържа копие от аналитична информация, което подпомага подкрепянето на решения. Въпреки това не всеки склад за данни служи за бизнес интелиджънс, нито всички приложения за бизнес интелиджънс използват склад за данни.
За да се разграничи между концепциите за бизнес интелиджънс и складиране на данни, Forrester Research дефинира бизнес интелиджънс по един от двата начина:
1. Използвайки по-общо определение: „Бизнес интелиджънс е група от методологии, процеси, архитектури и технологии, които трансформират сурови данни в смислена и полезна информация, използвана да позволи по-ефективни стратегически, тактически и операционни познания и вземане на решения.“[11] С тази дефиниция, бизнес интелиджънс също включва технологии като интеграция на данни, качество на данните, складиране на данни, главно управление на данните (master-data management), анализ на текст и съдържание и много други, които пазарът понякога вкарва в сегмента „Управление на информация“. Следователно Forrester говори за подготовката на данни и тяхното използване като за два различни, но силно свързани сектора от архитектурата на бизнес интелиджънс.
2. Forrester дефинират по-тесния БИ пазар като „…отнасящ се само за най-горните слоеве от архитектурата на БИ като докладване, анализ и информационни панели.“[12]

## Сравнение с конкурентното разузнаване
Въпреки че понякога терминът „бизнес интелиджънс“ е синоним на конкурентно разузнаване (защото и двете подпомагат процеса за взимане на решения),
БИ използва технологии, процеси и приложения най-вече за анализ на вътрешнофирмените данни и бизнес процеси, докато конкурентното разузнаване е насочено най-вече към събиране и анализиране на информация относно компании конкуренти.
Погледнато така БИ е по-мащабно понятие, защото може да включва в себе си набор от конкурентно разузнаване.

## Сравнение с бизнес анализа
Понякога термините БИ и бизнес анализ се използват като взаимозаменяеми, но за тях има различни дефиниции. Едната дефиниция противоречи на другата, посочвайки че терминът БИ е свързан със събирането на бизнес данни, за да се получи информация, главно чрез задаване на въпроси, чрез отчети и анализи в реално време (OLAP). От друга страна БА използва статистически и количествени инструменти за анализ, предвиждане и създаване на бизнес модели.
В една алтернативна дефиниция Томас Дейвънпорт, професор по информационни технологии и мениджмънт в колеж „Babson“, твърди, че БИ трябва да бъде разделяна на извличане на информация чрез заявки към системата, докладване, анализи в реално време (OLAP), инструмент за „сигнализиране“ и БА. При тази дефиниция БА е част от БИ, която е фокусирана върху статистика, предвиждания и оптимизации.

## Приложения
БИ може да се прилага по отношение на следните бизнес цели, за да се управлява добавената стойност:
- Измерване – програма, която създава йерархия от показатели за измерване на ефективността и служи за това, чрез сравнителен анализ да дава информация за процеса на достигане на бизнес целите (управление на бизнес процеса).
- Анализ – програма, която се основава на количествените процеси в бизнеса с цел намиране на оптимални решения. Анализът често включва: извличане на знания от данни, извличане на знания от процеси, статистически анализи, анализи за предвиждане, модели за предвиждане, обработка на сложни събития и нормативни анализи.
- Докладване – програма, която изгражда инфраструктура не за оперативни доклади, а за статистически доклади, които служат на стратегическия мениджмънт на компанията: визуализация на данни, административна информационна система и анализи в реално време.
- Сътрудничество/ софтуер за съвместна работа – програма, която предоставя възможност различни области (както вътре, така и извън бизнеса) да работят съвместно чрез електронен обмен на данни.
- Управление на знанието – програма, която дава възможност компанията да се управлява чрез стратегии и практики за идентифициране, създаване и разпространяване, които се позовават на опита, който е съществено бизнес знание. [17]

## Промяна на приоритетите на проектите
Може да бъде трудно да се достигне до положителен резултат за инициативите на БИ, затова често проектите трябва да бъдат преориентирани чрез стратегически инициативи.
БИ проектите могат да достигнат висок приоритет в организацията, ако мениджърите имат предвид следното:
- Според Кимбъл[18] БИ мениджърът трябва да определи конкретните ползи като елиминира разходите от изготвянето на доклади.
- Достъпът до данни трябва да бъде наложен за цялата организация. По този начин дори малката полза от спестяването на няколко минути е от съществено значение, когато е умножена по броя служители в организацията.
- Според Рос, Уейл & Робъртсън[19], мениджърите трябва да имат предвид допускането БИ проекти да бъдат задвижвани от други бизнес инициативи с отлични резултати. В подкрепа на този подход, в организацията трябва да има архитекти, които могат да определят и разпознаят подходящите бизнес проекти.
- Използване на структурирана и количествена методология за създаване на защитна приоритизация в съответствие с реалните потребности на организацията, като например матрицата на претеглените решения.[20]

## Фактори за успех при прилагането на БИ
Според Кимбъл има три различни области, които организациите трябва да оценят, преди да пристъпят към осъществяване на БИ проект:
- Нивото на ангажираност към проекта от страна на висшето ръководство и готовността за спонсорство на проекта.
- Нивото на необходимост от осъществяване на БИ проект.
- Количеството и качеството на наличната бизнес информация.

### Бизнес спонсорство
Според Кимбъл най-важният критерий за оценка е ангажираността към проекта от страна на висшето ръководство и готовността за спонсорство на проекта.
Това е така, защото наличието на силна мениджърска подкрепа спомага за преодоляване недостатъците на други места по проекта. Кимбал твърди: „дори най – елегантно проектираната DW/BI система не може да преодолее липсата на бизнес спонсорство.“
Важно е служителите, които участват в проекта, да имат представа за предимствата и недостатъците от внедряването на БИ системата.
Най-добрият бизнес спонсор трябва да има организационно влияние и да е тясно свързан с организацията. Важно е спонсорът да бъде взискателен, но също така да подхожда реалистично и да оказва подкрепа, ако внедряването на системата среща затруднения. Също така спонсорът трябва да е способен да поеме отговорност за временни неуспехи и провали по проекта. Подкрепата на няколко от членовете на ръководството осигурява гаранция, че проектът няма да бъде прекратен, ако някой от ръководните кадри напусне поста си. Въпреки това наличието на много мениджъри, работещи заедно върху един проект, може също така да означава и наличие на различни интереси, които могат да разделят проекта в различни посоки, например ако различните отдели искат да акцентират върху употребата. Този проблем може да бъде предотвратен чрез ранен и специфичен анализ на бизнес зоните, които имат най-голяма полза от изпълнението на проекта. Всички трябва да участват в този анализ, за да могат да намерят допирни точки и да допринесат за развитието на проекта.
Друг проблем, който може да бъде срещнат преди началото на изпълнението, е прекалено агресивният бизнес спонсор. Проблеми като неконтролируеми промени или непрекъснат растеж в обхвата на проекта възникват, когато спонсорът поиска данни, които не са посочени в първоначалния етап на планиране.

### Бизнес нужди
Поради близките отношения със старшия мениджънт, друг критичен проблем, който трябва да бъде разгледан преди началото на проекта е необходимо ли е за бизнеса осъществяването на БИ проект и каква ще бъде ползата от това. Нуждите и ползите от изпълнението на проекта понякога са задвижени от конкуренцията и необходимостта от получаване на предимство на пазара. Друга причина за бизнес задвижения подход към изпълнението на БИ е привличането на други организации, които да разширят първоначалната, като понякога това може да бъде от полза за прилагане на DW или БИ, за да се създаде по-голям контрол.
Компаниите, които прилагат БИ често са големи, мултинационални организации с различни дъщерни дружества. Едно добре проектирано БИ решение осигурява консолидиран изглед на ключови бизнес данни, които не са на разположение никъде другаде в организацията.

### Количество и качество на наличните данни
Без подходящите данни или с твърде малко качествени данни, всяко едно изпълнение на БИ би се провалило, без значение колко добри са спонсорството и бизнес мотивацията. Добра идея е преди изпълнението на проекта да се направи профилиране на данните. Този анализ определя съдържанието, консистенцията и структурата им.
Това трябва да стане възможно най-рано в процеса и ако анализът показва, че данните не са достатъчни, изпълнението на проекта да бъде временно спряно, докато ИТ отдела разбере как правилно да се съберат данни. При планирането на бизнес данни и изисквания за БИ винаги е препоръчително да се помисли за конкретните сценарии, които се отнасят за дадена организация и след това да се изберат функции за БИ, най-подходящи за съответния сценарий.
Често сценариите се основават върху различни бизнес процеси, всеки от които е построен на един или повече източници от данни. Тези източници се използват от функции, които представят данните като информация за работниците, които впоследствие работят с нея. Бизнес нуждите за всеки един бизнес процес съответстват на съществените стъпки на БИ. Тези основни стъпки включват, но не се ограничават до:
1. Да се премине през бизнес източници на информация, за да се съберат необходимите данни
2. Преобразуване на бизнес данните в информация и подходящото им представяне
3. Критерии и анализ на данните
4. Работа със събраните данни

Качественият аспект в БИ трябва да обхваща всички процеси – от източниците на данни до крайното отчитане. За всяка стъпка изискванията са различни:
1. Източници на данни:
- Стандартизация на данните: да се направят данните сравними (същата единица, същия модел и т.н.)

2. Оперативно съхраняване на данни:
- Проверка на данните: откриване и коригиране на неточни данни
- Профилиране на данните: да се направи проверка за неподходящи стойности, null/empty

3. Складиране на данни:
- Завършеност: да се провери дали всички очаквани данни са подготвени
- Източници: уникални и работещи референтни връзки за всички източници
- Съвместимост между източници: да се проверят консолидираните данни с техните източници

4. Отчитане:
- Уникалност на показатели

- Точност на формули: местното отчитане на формули да се избягва или да се проверява

## Потребителски аспект
Трябва да бъдат направени някои съображения, за да се интегрира успешно използването на БИ системи за бизнес интелиджънс в компанията. В крайна сметка БИ системата трябва да бъде приета и използвана от потребителите, за да може тя да бъде от полза за организацията. Ако ползваемостта на системата е лоша, потребителите могат да останат разочаровани и да прекарат значителна част от времето си мислейки как системата може да им бъде от полза. Ако системата не е полезна за потребителите, те просто не биха я използвали.
За да се повиши потребителското одобрение на една БИ система, е препоръчително да се консултират бизнес потребителите на по-ранен етап. Това може да даде представа за бизнес процеса и от какво се нуждаят потребителите на БИ системата. Има няколко метода за събиране на тази информация, като например въпросници и интервюта. При събирането на изискванията от бизнес потребителите, ИТ отделът също трябва да бъде консултиран, за да се определи до каква степен е възможно да се отговори на потребностите на бизнеса въз основа на наличните данни. Предприемането на потребителски подход, ориентиран към дизайна и етапа на разработка, може допълнително да увеличи възможността за бързо потребителско разпространение на БИ системата.

## БИ портали
БИ порталът е основният интерфейс за достъп до склад данните и БИ приложението. БИ порталът е първото впечатление на потребителя за базата данни. Той е най-често уеб приложение, от което потребителят може да получи достъп до всички отделни услуги от базата данни, репортите и други аналитични функционалности. БИ порталът трябва да бъде направен по такъв начин, че да е лесно за потребителите на БИ приложението да го използват.
Основната функционалност на БИ портала е да достави навигационната система на базата данни и БИ приложението. Това означава, че порталът трябва да бъде имплементиран по начин, по които потребителят има достъп до всички функции на базата данни/БИ приложението.
Най-често срещаният начин за създаването на БИ портал е той да бъде приспособен за бизнес процеса, за който базата данни/БИ приложението е създадено, по този начин порталът може най-добре да пасне на нуждите и изискванията на потребителите му.
Тук имаме списък с описателни функции на уеб порталите генерално и на БИ порталите в частност:
Използваемост
Потребителите трябва лесно да намират от какво се нуждаят в БИ инструментите.
Богато съдържание
Порталът не е просто инструмент, принтиращ репорти, той трябва да съдържа повече функционалност, като например съвети, помощ, информация и документация.
Чистота
Порталът трябва да бъде изработен, за да може да бъде лесен за разбиране и да не бъде много комплексен, за да не обърква потребителите.
Съвременност
Порталът трябва да бъде обновяван постоянно.
Интерактивен
Порталът трябва да бъде направен по начин, по който да бъде лесен за използване от потребителите и окуражаващ ги да го използват. Мащабността и настройките дават възможност на всеки потребител да приспособи портала, както му харесва най-много.
Много е важно потребителят да чувства че базата данни/БИ приложението е ценен ресурс, който си струва да бъде използван.

## Пазар
Има няколко БИ доставчика, често категоризирани в останалите независими доставчици и обединените „мега доставчици“, които влязоха на пазара на придобивки в БИ индустрията. БИ пазара расте постепенно. През 2012 БИ услугите са донесли над 13 млрд. възвръщаемост.Някои компании, които осиновяват БИ софтуер, решиха да изберат различни вид продукти, които са най-добри в определена област вместо по-добре интегрираното решение (пълно обслужване).

### Спецификации на индустрията
Специално внимание на БИ системите трябва да бъде обърнато в някой сектори, като държавното регулиране на банките. Информацията, събирана от банките и анализирана през БИ софтуера, трябва да бъде защитена от някои групи или отделни личности, докато е напълно достъпна за други групи или отделни личности. Следователно БИ решенията трябва да бъдат чувствителни към тези нужди и достатъчно гъвкави, за да се адаптират към новите регулации и промени в съществуващия закон.

## Полуструктурирана или неструктурирана информация
Бизнесът създава огромно количество от ценна информация под формата на имейли, бележки от кол центровете, новини, групи от потребители, чатове, репорти, уеб страници, презентации, файлове на изображения, видеофайлове и маркетинг материали. Според Мерил Линч повече от 85% от цялата бизнес информация съществува под тези форми. Тези типове информация се наричат или полуструктурирана или неструктурирана информация. Въпреки това организациите често използват тези документи само веднъж.
Менажирането на полуструктурираната информация е огромен неразрешен проблем в сферата на информационните технологии. Според прогнози от Гартнер (2003), чиновниците прекарват някъде между 30 – 40 процента от времето си, търсейки, намирайки и оценявайки неструктурирана информация. БИ използва както структурирана, така и неструктурирана информация, но първата е по-лесна за търсене, а втората съдържа голямо количество информация, която трябва да се анализира и прецени. Заради трудността от правилното търсене, намиране и оценяване на неструктурираната и полуструктурирана информация, организациите може и да не използват тези огромни резервоари от информация, което може да повлияе отрицателно на някои решения, задачи или проекти.
Следователно, когато се изграждат БИ специфичните проблеми, свързани с полуструктурираната и неструктурираната информация, трябва да бъдат решени толкова добре, колкото и тези със структурираната информация.

### Неструктурирани данни срещу полуструктурирани данни
Неструктурираните и полуструктурираните данни имат различно значение в зависимост от контекста. В контекста на релационните бази данни, неструктурираната информация не може да се съхранява в предсказуемо подредени редове и колони. Тип от неструктурирани данни се съхранява обикновено в обект от тип BLOB (Binary large object), срещан в почти всички системи за мениджмънт на релационни бази данни. Неструктурираната информация може също да се отнася до нередовно или случайно повтарящ се модел атрибути (колони), който варира от запис (ред) до запис в даден файл или документ.
Много от тези типове данни обаче, като email-и, текстови файлове .ppts (Powerpoint презентации), снимки и видеофайлове, съответстват на стандарт, който предлага възможност за използване на метаданни. Метаданните могат да включват информация като: автор и дата на създаване, и могат да бъдат съхранени в база данни от релационен модел. Затова може би е по-добре да се говори за това като полуструктурирани документи или данни, но няма специфичен консенсус по тази тема.
Неструктурираната информация може просто да се сведе до знанието на бизнесмените за бъдещите бизнес тенденции.
Бизнес прогнозирането се свързва естествено със системата за Бизнес интелиджънс, защото бизнесмените считат бизнеса си за агрегат на условията на пазара.
Хващането за бизнес знанието, което съществува в съзнанието на бизнесмена, предоставя някои от най-важните точки, върху които да се съсредоточи създаването на цялостно БИ решение.

### Проблеми, свързани с полуструктурираните или неструктурирани данни
Има няколко предизвикателства пред разработването на БИ с полуструктурирани данни.
Според Уилям Инмон и Антъни Несавич някои от тях са:
1. Физически достъп на неструктурирана текстова информация – съхранява се в огромно разнообразие от формати.
2. Терминология – Според анализатори трябва да се разработи стандартизирана терминология.
3. Обем информация – Повече от 85% от всичката информация, която съществува е полуструктурирана. Както и трудността за семантичен анализ и анализ дума-по-дума.
4. Възможност за търсене – едно просто търсене на някаква информация например – „ябълка“ дава резултати за конкретния обект на търсене Инмон & Несавич [35] дават пример, когато се търси понятието „углавно престъпление“, навсякъде има референция, но това просто търсене е необработено. Не открива референции за палеж, убийство, незаконно присвояване и други, въпреки че тези престъпления са вид углавни.

### Използване на метаданни
За да се разрешат проблеми с възможностите за търсене и оценяване на данните, е необходимо да се знае съдържанието. Това може да се постигне с добавяне на контекст чрез използване на метаданни.
Много системи вече улавят някои метаданни например: (име на файл, автор, размер и т.н.), но по-полезно би било да се улавят метаданни за истинското съдържание, като резюмета, теми, хора или споменати фирми. Две технологии, създадени за генериране на метаданни за съдържание са автоматична категоризация и извличане на информация.

## Бъдеще на БИ
Издание на gartner.com от 2009 г. предрича следното развитие на пазара на БИ:
- Заради липсата на информация, процеси и инструменти през 2012 повече от 35% от топ 5000 на световните компании регулярно се провалят в опитите си да направят проникновени решения относно значителни промени в своя бизнес и пазар.
- До 2012 бизнес единиците ще контролират до 40% от целия бюджет за БИ.

Доклад от 2009 предрича водещите БИ тенденции: услуги в социалните мрежи, визуализация на информация, Мобилен БИ, cloud computing, green computing, мултитъч.
Проучване от 2014 индикира, че е по-вероятно работниците да имат достъп и да имат досег с облачно базирани БИ инструменти отколкото с традиционни.
Други БИ тенденции включват следното:
- SOA (сървър ориентирани) БИ продукти все повече адресират ETL проблеми свързани с обем.
- Компаниите все повече прилагат процес на паметта в процесите, процеса на 64-битовата информация и препакетирани аналитични БИ приложения.
- Близко до, или реално времево БИ анализиране е базовото очакване.
- Open-source БИ софтуер да замести комерсиалните предложения.

Други проучвания включват комбинираното изучаване на Бизнес интелиджънс и несигурната информация. В този контекст информацията, която се ползва, не се предполага, че е прецизна, точна и пълна.
Вместо това информацията се счита за несигурна и точно тази несигурност се разпространява до резултатите, които БИ произвежда.
Според проучване на Aberdeen Group се наблюдава повишен интерес към Софтуера като услуга (SaaS) БИ през последните някоко години, като двойно повече организации разгръщат подхода си, като през 2009 – 15%, а 2008 – 7%.
Статия на InfoWorld от Крис Канаракъс, сочи подобни данни за растеж от проучване на IDC, което предказва, че Saas БИ пазара ще расте с 22% всяка година до 2013 включително благодарение на усъвършенствания продукт, разтегнат бюджет и други фактори.